# Antichambre du Grand Couvert

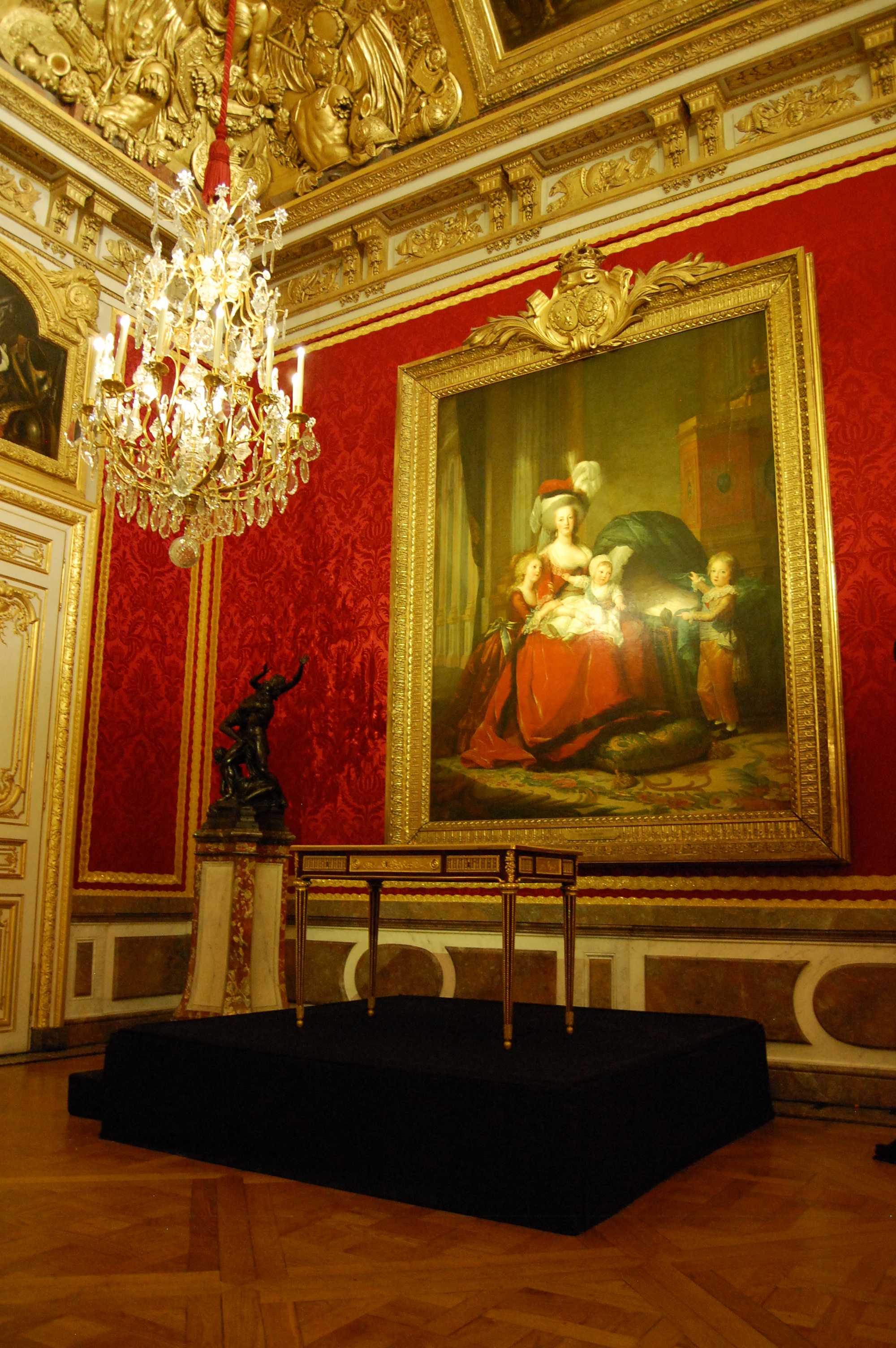
Presentazione del bureau de la Reine dopo il restauro, nell'antichambre du Grand Couvert.

L'antichambre du Grand Couvert è una sala del Grand Appartement de la Reine nella Reggia di Versailles. La sala è situata tra il salon des Nobles e la salle des Gardes e serviva come prima anticamera dell'appartamento.

## Storia
Inizialmente salle des Gardes della regina Maria Teresa, divenne la prima anticamera dell'appartamento della regina col nome di antichambre du Grand Couvert ed era utilizzata per gli ospiti della regina. Luigi XIV cenava qui ogni sera con la regina e la famiglia reale. Alla morte della regina Maria Teresa nel 1683, l'appartamento della regina venne assegnato alla Delfina, Maria Anna Vittoria di Baviera ed il re continuò a venire qui a cena ogni sera con la nuora. Alla morte di questa nel 1690, Luigi XIV preferì cenare nei propri appartamenti. Dall'epoca di Luigi XV, la cerimonia del Grand Couvert riprese ogni sera presso l'anticamera della regina.
Alla fine dell'Ancien Régime, Luigi XVI e Maria Antonietta cenavano qui solo la domenica.

## La decorazione
Il soffitto è interamente decorato con dipinti compartimentati da elementi in stucco dorato. All'origine, come sala delle guardie, la sala presentava al centro del soffitto un dipinto dedicato a Marte ma quando l'appartamento passò alla regina venne dedicato alle eroine dell'antichità che divennero note per il loro coraggio. Si tratta di una composizione a pannelli con diversi dipinti:
- pannello sud: Clelia fugge con le sue compagne, dipinto di Paillet; Arpalice libera suo padre, dipinto di Vignon.
- pannello nord: Artemide combatte i Greci nella battaglia di Salamina, dipinto di Paillet; Zenobia combatte contro l'imperatore Aureliano, dipinto di Paillet.
- panello ovest: Rodoguna giura di vendicare la morte di suo marito, dipinto di Vignon.
- pannello est: Ipsicrate segue suo sposo Mitridate in guerra, dipinto di Paillet.

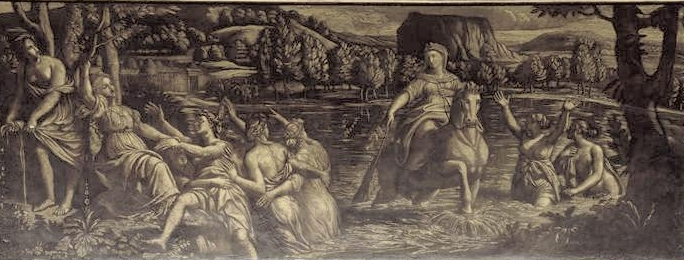
pannello sud: Clelia fugge con le sue compagne, dipinto di Paillet
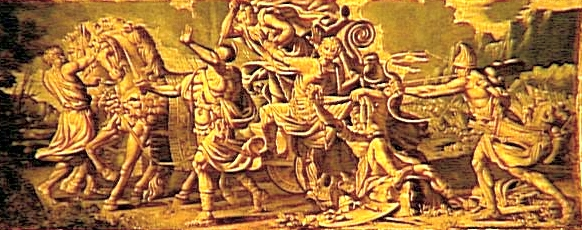
pannello sud: Arpalice libera suo padre, dipinto di Vignon.
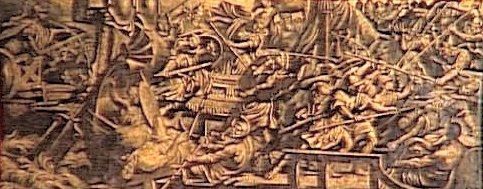
pannello nord: Artemide combatte i Greci nella battaglia di Salamina, dipinto di Paillet
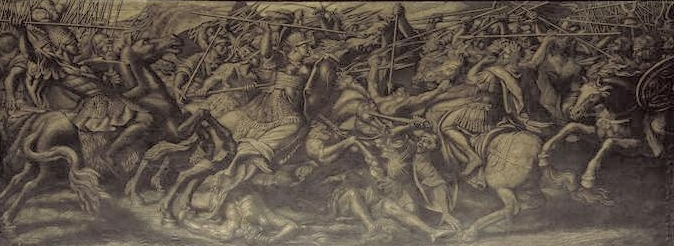
Pannello nord: Zenobia combatte contro l'imperatore Aureliano, dipinto di Paillet.
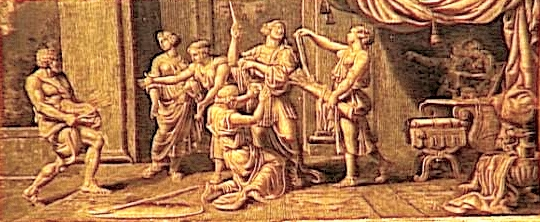
panello ovest: Rodoguna giura di vendicare la morte di suo marito, dipinto di Vignon.
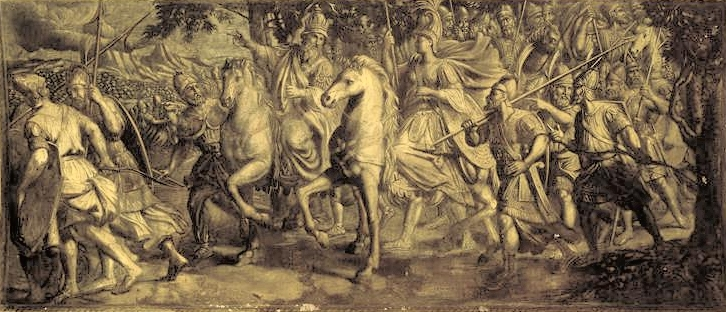
pannello est: Ipsicrate segue suo sposo Mitridate in guerra, dipinto di Paillet.

Il compartimento centrale è affiancato dalle figure in altorilievo di due schiavi incatenati, allegorie dell'Impero e della Turchia (ad est) e della Spagna e dell'Olanda (a ovest). Due tondi sono presenti a nord e sud:
- a nord: Il Furore della Guerra davanti al tempio di Giano, dipinto di Paillet.
- a sud: Bellona, brucia con la fiamma il viso di Cibele e fa fuggire Amore, dipinto di Vignon.

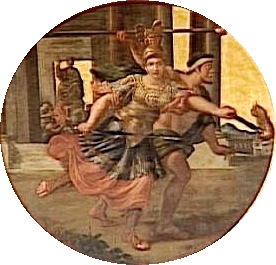
Tondo nord: Il Furore della Guerra davanti al tempio di Giano, dipinto di Paillet.
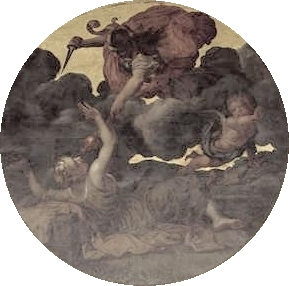
Tondo sud: Bellona, brucia con la fiamma il viso di Cibele e fa fuggire Amore, dipinto di Vignon.

Il pannello centrale del soffitto, dipinto da Claude-François Vignon, pesantemente danneggiato negli anni, venne distrutto nel 1814. Venne rimpiazzato da una tavola del Veronese (San Marco corona le Virtù teologali), preda di guerra del Palazzo dei Dogi a Venezia dopo la conquista francese del 1797 (attualmente al Louvre). Nel 1861, per rimpiazzare la tela del Veronese trasferita al museo venne posto un dipinto di Henri Testelin basato su un dipinto di Le Brun del 1661 rappresentante La famiglia di Dario ai piedi di Alessandro.

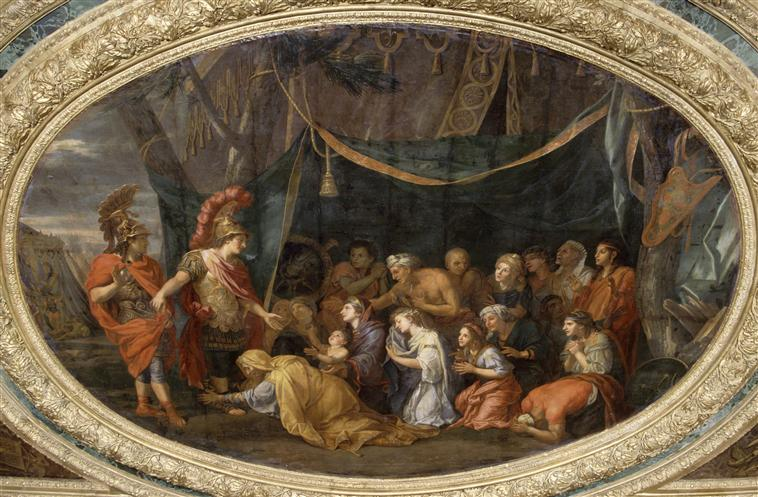
Plafond: La famiglia di Dario ai piedi di Alessandro, dipinto di Testelin su disegno di Le Brun

Quattro sopraporta completano la decorazione. Realizzati da Madeleine Boullogne e realizzati nel 1673, rappresentano dei trofei di guerra.

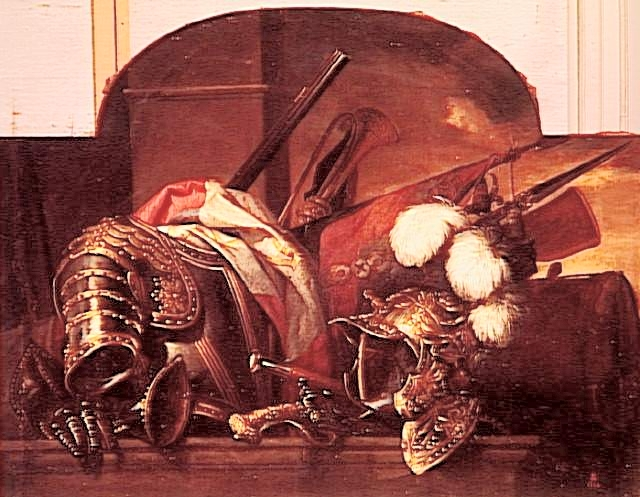
Madeleine Boullogne: spraporta per l'antichambre du Grand Couvert
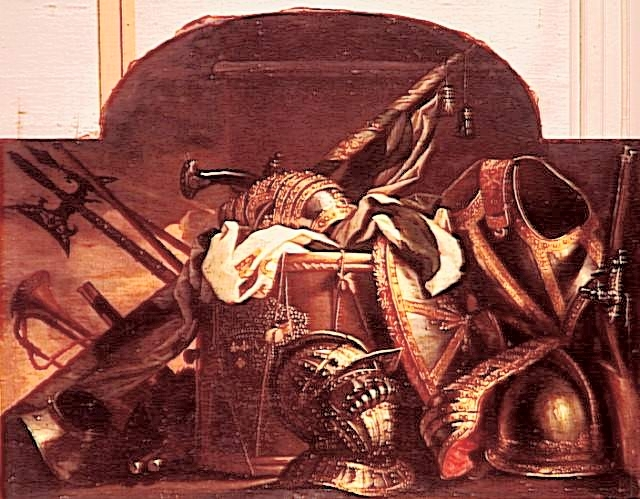
Madeleine Boullogne: spraporta per l'antichambre du Grand Couvert
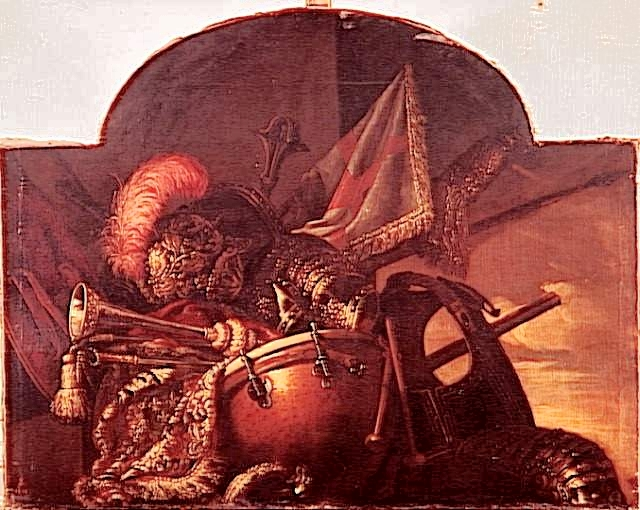
Madeleine Boullogne: spraporta per l'antichambre du Grand Couvert
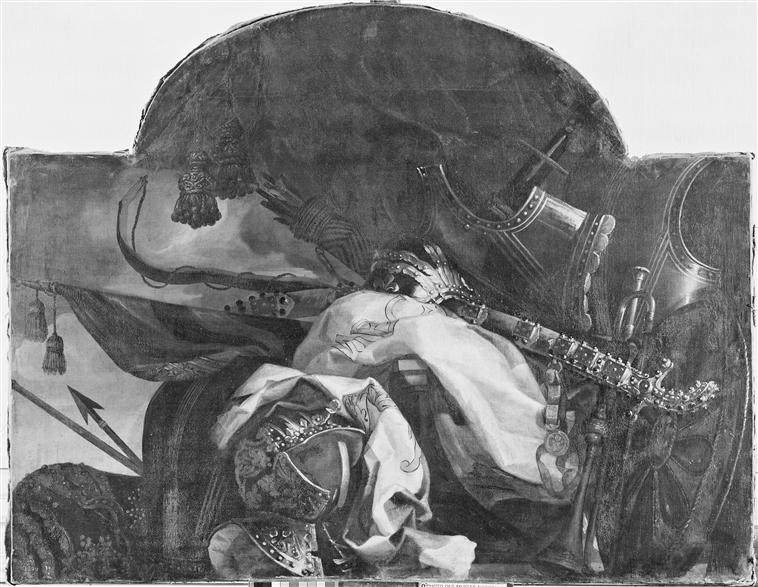
Madeleine Boullogne: spraporta per l'antichambre du Grand Couvert

I dipinti, le dorature e gli stucchi della sala sono stati restaurati tra il 2008 ed il 2010 con l'aiuto del decoratore Jacques Garcia.